# محمد شاوش
محمد شاوش (عربی: محمد شاوش؛ زادهٔ ۱۲ دسامبر ۱۹۶۶) بازیکن سابق فوتبال اهل مراکش بوده است.
وی در تیم ملی فوتبال مراکش ۷۱ بازی انجام داده است و عضو این تیم در جام جهانی فوتبال ۱۹۹۴ بوده است.